# Signiphora caridei
Signiphora caridei is een vliesvleugelig insect uit de familie Signiphoridae. De wetenschappelijke naam is voor het eerst geldig gepubliceerd in 1914 door Brèthes.